# أياني ساكورا
أياني ساكورا (佐倉綾音 ساكورا أياني) هي مؤدية أصوات يابانية ولدت في 29 يناير 1994 في طوكيو.

## أدوارها في الأنمي

### مسلسلات أنمي تلفزيونية
- ميري آكلة الأحلام - ميري نايتمير
- ترينيتي سفن - ليفي كازاما
- فرسان سيدونيا - موزوكو كوناتو
- فرسان سيدونيا: معركة الكوكب التاسع - موزوكو كوناتو
- أوكامي-سان و رفاقها السبعة - فوتابا
- سيليكتور إنفكتد ويكروس - يوزوكي كوريباياشي
- سيليكتور سبريد ويكروس - يوزوكي كوريباياشي
- لوستوريج كونفليتد ويكروس - يوزوكي كوريباياشي
- سايكو-باس - ميكا شيموتسوكي
- سايكو-باس 2 - ميكا شيموتسوكي
- خليلة (مؤقتة) - كازوها كومادا
- سيكريد سفن - أياني
- تيرافورمارز - إيفا فروست
- كذبتك في أبريل - تسوباكي ساوابي
- كوميديا رومانسية شبابي خاطئة كما توقعت. التتمة - إيروها إيشيكي
- البدلة المتنقلة جاندام إيج - ريمي روث
- نون نون بيوري - ناتسومي كوشيغايا
- نون نون بيوري ريبيت - ناتسومي كوشيغايا
- طوكيو ريفنز - سوزوكا دايرينجي
- مختبر الحب - يويكو إينوموتو
- الشمس التي تخترق الأوهام - فويونا شينزاكي
- فيفيدريد أوبيريشن - أكاني إيشيكي
- شو باي روك!! - موا
- شو باي روك!!# - موا
- تاري تاري - ناو إيسي
- وورلد بريك السيف المقدس - كاتيا إيسكيفنا هوندا
- كانكولي - ناغاتو، موتسو، سينداي، جينتسو، ناكا، كوما، تاما، كيسو، شيماكازي
- فافنير اللامتناهية - تير لايتنينغ
- نيسيكوي: - هارو أونوديرا
- أكاديمية بطلي - أوتشاكو أوراراكا
- شارلوت - ناو توموري
- كونكريت ريفولوتيو: فنتازيا الخوارق THE LAST SONG - ديفيلو
- دايز - سايوري تاتشيبانا
- أورينج - ريو أويدا
- المعلم الأوتاكو - كيساكي تينجوين
- أوكالتيك ناين - ريوكا ناروساوا
- سيرين - هيكاري تسونيكي
- تشين كرونيكل: نور هيكسيتاس - فينا
- مرحبا بك في قاعة الرقص - شيزوكو هاناوكا
- أتوم ذا بيغينينغ - ران أوتشانوميزو
- رحلة كينو (2017) - تي
- معركة الأبراج - نيواتوري
- دارلينغ إن ذا فرانكس - 9'σ
- طوكيو غول:re - سايكو يونيباياشي
- ملحمة غرانكريست - ليلا
- أعمال الريوؤو! - آي ياشاجين
- غيغيغي نو كيتارو (2018) - هاناكو-سان
- راديان - ليزيلوتي
- بازيليسك: لفائف نينجا أوكا - أوتسوتسو
- غيت: قوات الدفاع الذاتي تقاتل في أرض أخرى - جيزيل
- هاي سكول DxD نيو - غاسبر فلادي
- هاي سكول DxD بورن - غاسبر فلادي
- هاي سكول DxD هيرو - غاسبر فلادي
- بلاد الأحجار الكريمة - بورت
- إنفينيت ستراتوس 2 - كلوي كرونيكل
- البلدة حيث تعيش - أسوكا ميشيما
- جولييت في المدرسة الداخلية - هاسوكي كوماي
- لاف لايف! - أريسا أياسي
- شينوبي نوبوناغا: أنيغاوا و إيشياما - نيوشونّي
- أوفرلورد - سوليوشن إبسيلون
- أوفرلورد II - سوليوشن إبسيلون
- أوفرلورد III - سوليوشن إبسيلون
- الأسرة العجيبة - كايسي إيبيسوغاوا
- الأسرة العجيبة 2 - كايسي إيبيسوغاوا
- العروس الخماسية - يوتسوبا ناكانو
- العروس الخماسية∬ - يوتسوبا ناكانو
- مدينة الإبادة - سوزونا
- كارول آند تيوزداي - سيبيل
- شينكانسن هينكي روبو شينكاليون - هاياتو هاياسوغي
- هجوم العمالقة The Final Season - غابي براون
- بانغ دريم! - ران ميتاكي
- بانغ دريم! 2nd Season - ران ميتاكي
- أساسينز برايد - نيرفا مارتيلو
- بيستارز - ليمور
- تسوكيميتشي: مونليت فانتسي - توموي
- حبيبة، حبيبة - ساكي ساكي
- اليس ام اليس - رايز
- أيام ساكاموتو (2025) - لو شياوتانغ
- سباي إكس فاميلي  - فيونا
- فصل التجسس - سارا

### أنمي الإنترنت
- سيلور مون كريستال - مي
- ضعف حمضية ميليون آرثر - آرثر اللصة
- سورد غاي ذي أنيميشن - ميدوريكو

### أوفا أنمي
- كاسي-سان و مجد الصباح - توموكا كاسي

### أفلام أنمي
- في غابة اليراعات المضيئة - هوتارو
- زهور الزجاج و العالم المحطم - دوروثي
- سيليكتور دستراكتد ويكروس - يوزوكي كوريباياشي
- ترينيتي سفن: «إترنيتي لايبراري» و «ألكيميك غيرل» - ليفي كازاما
- فيلم ترينيتي سفن: «هيفنز لايبراري» و «كريمزون لورد» - ليفي كازاما
- فيلم كانكولي - ناغاتو، موتسو، سينداي، جينتسو، ناكا، شيماكازي
- لاف لايف! ذا سكول آيدول موفي - أريسا أياسي
- سلسلة أفلام بوكيمون
  - فيلم بوكيمون: هوبا و صراع الأزمنة - ميري (أيام الطفولة)
  - فيلم بوكيمون: ثأر ميوتو: التطور - نيشا
- سايكو-باس: الفيلم - ميكا شيموتسوكي
- برومير - آينا آرديبيت
- أكاديميتي للأبطال ذا موفي: البطلين - أوتشاكو أوراراكا
- أكاديميتي للأبطال ذا موفي: هيروز: رايزينغ - أوتشاكو أوراراكا
- بلام! - شيزو
- طفلة الطقس - أياني
- فيلم شينكانسن هينكي روبو شينكاليون: آلفا-إكس فائق السرعة الآتي من المستقبل - هاياتو هاياسوغي
- فيلم شيروباكو - كايدي مياي

## أدوارها في ألعاب الفيديو
- خليلة (مؤقتة) - كازوها كومادا
- أكاديميتي للأبطال: باتل فور أول - أوتشاكو أوراراكا
- ماي هيرو ونز جاستيس - أوتشاكو أوراراكا
- ماي هيرو ونز جاستيس 2 - أوتشاكو أوراراكا
- طوكيو ميراج سيشنز شارب إف إي - ريليونورا يوميزورو
- أندر نايت إن-بيرث - لينّي
- بليزبلو كروس تاغ باتل - لينّي
- نو ستريت رودز - مايداي

## أدوارها في الدبلجة اليابانية
- الفتاة مع كل الهدايا - ميلاني
- ذا كاب هيد شو - تشاليس

## وصلات خارجية
- أياني ساكورا على موقع IMDb (الإنجليزية)
- أياني ساكورا على موقع روتن توميتوز (الإنجليزية)
- أياني ساكورا على موقع ميوزك برينز (الإنجليزية)
- أياني ساكورا على موقع ديسكوغز (الإنجليزية)
- أياني ساكورا على موقع قاعدة بيانات الفيلم (الإنجليزية)
- أياني ساكورا على موقع ليتربوكسد (الإنجليزية)
- أياني ساكورا على موقع كينوبويسك (الروسية)
- أياني ساكورا على موقع ANN person (الإنجليزية)